# Радојица Перишић
Радојица Перишић (Казанци, 1906 — 1945) био је свештеник и четнички командант и војвода. Први је у Европи подигао устанак против фашистичког окупатора. Један од организатора четничког одреда и командант гомјо-гатачког батаљона, касније Голијске бригаде. Погинуо је 1945. године.

## Биографија
Родио се у селу Казанци у Херцеговини.
По позиву је био свештеник, те је обилазио народ по цијелој Црној Гори и Херцеговини. Послије 6. априла 1941. год. усташе су почеле да врше злочине над српским становништвом у Херцеговини. Радојица, сазнавши то почео је да окупља прво мештане Голије и Казанаца а потом читаве Старе Херцеговине.
Подигли су устанак у јуну 1941. године у који су се касније прикључили Херцеговци и четнички команданти из Херцеговине Милорад М. Поповић и други. За вријеме рата био је командант Мостарске и Голијске бригаде која је била у саставу Невесињског корпуса.
Погинуо је 1945. године у селу Разбој у Босни и Херцеговини у бици на Лијевче пољу повлачећи се са осталим црногорским четницима.

## Одликовања
- Орден Карађорђеве звезде са мачевима IV реда (1943)[2]